# ERC Lechbruck
Der ERC Lechbruck (Eissport und Rollschuhclub Lechbruck e. V.) ist ein Eissportverein aus dem schwäbischen Lechbruck am See in Bayern und besteht aus den Abteilungen Eishockey und Eiskunstlauf.

## Geschichte

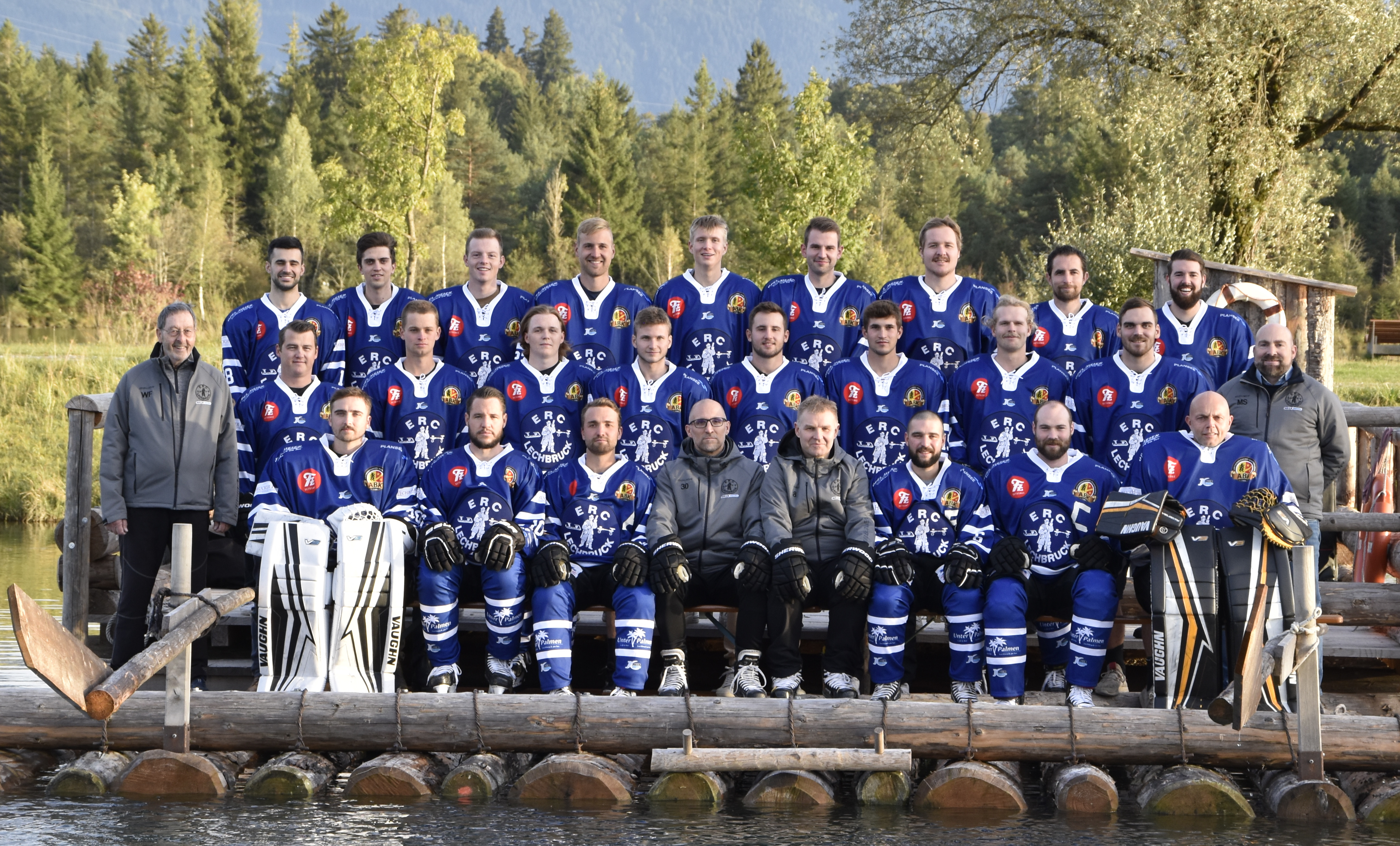
1. Mannschaft ERC Lechbruck Saison 2022/23

### TSV Lechbruck
Schon in den 1920er-Jahren wurde beim TSV Lechbruck eine Sparte Eishockey gegründet, die den Spielbetrieb am Rottach-Weiher durchführte. Nach dem Ende des Zweiten Weltkriegs dauerte es erst einige Jahre, bevor in den Lechauen ein Natureisplatz errichtet und der Spielbetrieb beim TSV fortgesetzt wurde.
Im Sommer 1965 gelang der Mannschaft des TSV der Aufstieg in die drittklassige Regionalliga Süd, in der die Mannschaft aber nur diese Saison verblieb. Im Sommer 1970 führte der Mangel an Spielern zur vorläufigen Einstellung des Spielbetriebs. Nach der Wiederaufnahme gelang der Mannschaft des TSV im Sommer 1975 der erneute Aufstieg in die – nun viertklassige – Regionalliga Süd, wo sie den Klassenerhalt schaffte. In der Saison 1978/79 gelang dem TSV Lechbruck der Aufstieg in die Oberliga Süd (unvergessen die Spiele gegen den ERC Ingolstadt um die Regionalliga-Meisterschaft vor ausverkauftem Haus in Lechbruck), wo man sich auf Anhieb im Mittelfeld der dritthöchsten Spielklasse etablierte. Hier konnte man sich noch zwei Jahre halten, bis letztlich der TSV Lechbruck 1982 Konkurs anmelden musste.

### ERC Lechbruck und SV Lechbruck
Um den Nachwuchs dauerhaft auszubilden und zu fördern und somit die Weiterentwicklung des Eishockeysportes in Lechbruck zu sichern, wurde in Erwägung gezogen, Eishockey- und Fußballsport zu trennen und einen eigenen Verein zu gründen. Am 3. März 1978 wurde im Gasthaus Hirsch der neue Verein ERC Lechbruck gegründet. Der TSV, der nach seiner Auflösung vom SV Lechbruck abgelöst wurde, setzte sich intensiv und voll motiviert für den Fußballsport in Lechbruck ein. Er spielte jedoch in den Wintermonaten mit seinen Spielern Eishockey. Dadurch ergab es sich, dass sich später zwei Lechbrucker Mannschaften gegenüberstanden und um Sieg und Punkte kämpfen mussten. Vernünftigerweise wurden die Mannschaften, trotz der interessanten Begegnungen, zusammengelegt.

### ERC Lechbruck
Nach einem Neubeginn in der Landesliga Anfang der 1980er-Jahre konnte eine bis heute aufrechterhaltene erfolgreiche Nachwuchsarbeit etabliert werden. Mit der Unterbrechung von zwei Teilnahmen an der Meisterschaft der viertklassigen Regionalliga Süd (1987/88 und 1990/91) galt man bis ins Jahr 2004 als eines der Urgesteine der Bayernliga.
In der Saison 2001/2002 wurde der Verein überregional im Eishockey bekannt:
Ein später hinzugezogener Mieter einer direkt neben dem Stadion benachbarten Wohnung versuchte, die Einstellung des Eishockeyspiel- und Trainingsbetriebs im Stadion wegen Lärmbelästigung durchzusetzen. Dagegen bekam der ERC über das Internet unterstützende Kommentare über Deutschland hinaus und es wurde unter anderem vor Ort eine angemeldete Demonstration von Eishockeyfans durchgeführt, an der sich Fans von vielen Vereinen beteiligten. Etwas Besonderes an der Aktion war, dass sich Fans von Vereinen, die sich sonst nicht sehr „grün“ sind, an dieser Aktion gemeinsam beteiligten und die von am weitesten angereiste Abordnung Fans des ETC Crimmitschau waren.
Aufgrund der fortschreitenden Professionalisierung des Amateursports sah sich die Vereinsführung nach der Saison 2003/04, trotz Erreichens des Bayernliga-Klassenerhalts, zum freiwilligen Rückzug aus dieser Liga gezwungen. Nur so konnte man einen Ruin des Aushängeschildes von Lechbruck verhindern. Zugleich wurde die auch beim ERC existierende Frauenmannschaft nicht mehr zum Spielbetrieb gemeldet.
Der Bayerische Eissportverband (BEV) delegierte den ERC Lechbruck daraufhin in die unterste Liga (Bezirksliga Bayern), in der gleich auf Anhieb in der Saison 2004/05 der Gruppensieg und somit der Aufstieg in die Landesliga errungen werden konnte. Am Ende der Saison 2006/07 konnte die Liga zwar sportlich nicht gehalten werden, jedoch konnte aufgrund des Nachrückens des EV Pfronten in die Bayerische Eishockey-Liga und mangels an einem Aufstieg interessierter Mannschaften aus der Bezirksliga Bayern weiterhin an der Landesliga Bayern teilgenommen werden.

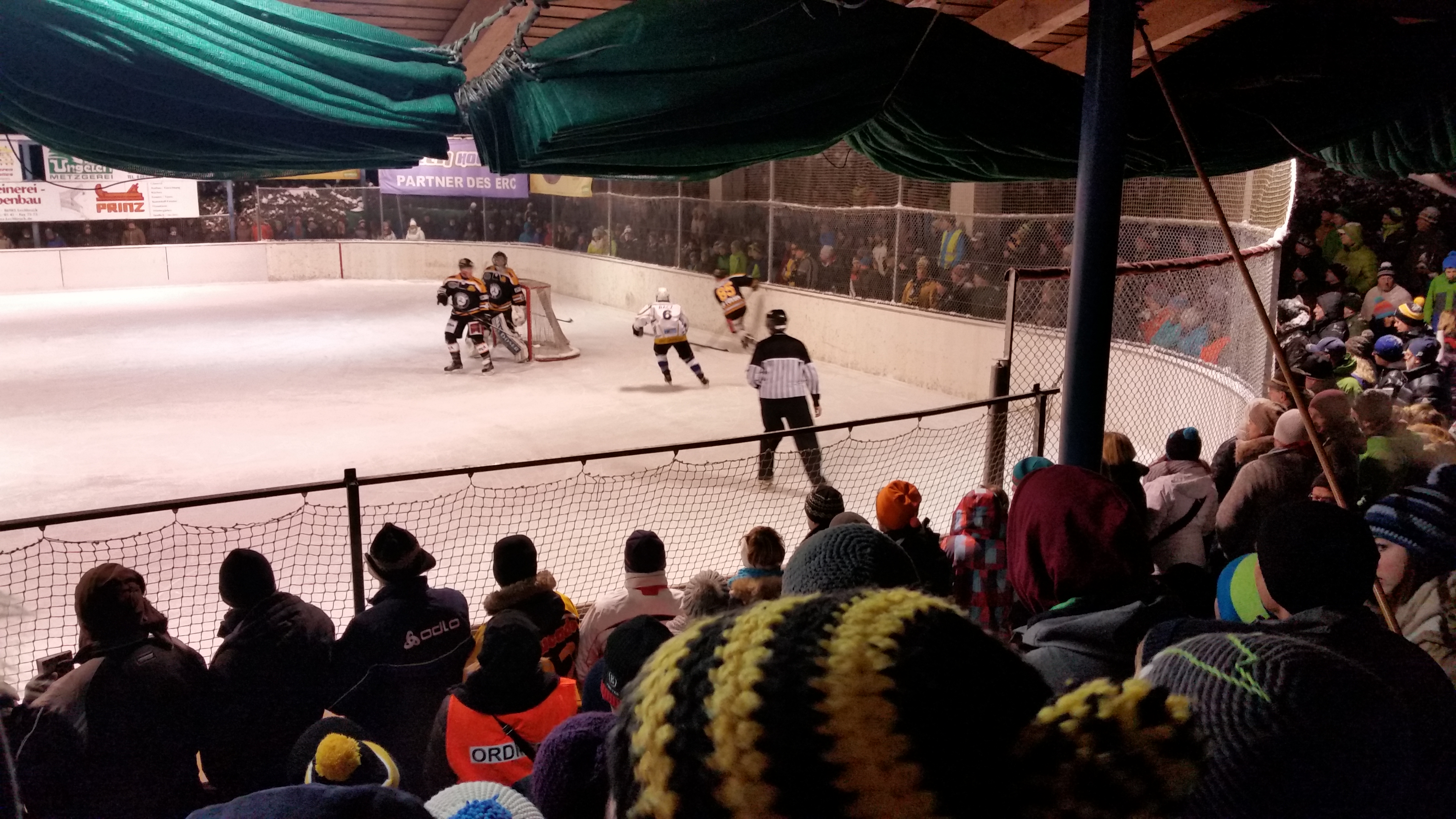
Lechparkstadion Lechbruck

In der Saison 2008/09 konnte der ERC Lechbruck in der Landesliga West einen dritten Tabellenplatz hinter dem EV Lindau und der EA Schongau belegen. In der Aufstiegsrunde zur Bayernliga, unter anderem mit den Topteams EHC Bayreuth, SVG Burgkirchen und ESC Haßfurt wurde der sechste Platz von acht Mannschaften erreicht. Unter den Top 20 der ligaweit besten Scorer waren auch die beiden ERC-Stürmer Markus Schneider und Pietro Vacca vertreten. Nach der Saison 2009/10 stieg die Mannschaft aus der Landesliga ab.
Nach zehn Jahren in der Eishockey-Bezirksliga und dem Gruppensieg in der Bezirksliga Gruppe 4 in der Saison 2019/20, stieg der ERC Lechbruck wieder in die Eishockey-Landesliga auf. Verstärkt mit einigen Neuzugängen, darunter die beiden Kanadier Jason Lavallee und Alexis Gaboury-Potvin, wurde das Saisonziel „Klassenerhalt“ ausgegeben. Nach nur zwei Meisterschaftsspielen wurde jedoch die Landesliga-Saison aufgrund der Corona-Pandemie unterbrochen.
In der Saison 2021/22 spielte der ERC Lechbruck in der Eishockey-Landesliga Gruppe 2 und erreichte in der Hauptrunde den fünften Tabellenplatz von zehn Mannschaften. Damit qualifizierten sich die Flößer für die Aufstiegsrunde zur Bayernliga. Aufgrund der Corona-Beschränkungen wurde die Aufstiegsrunde in zwei Gruppen à fünf Mannschaften aufgeteilt. Der ERC Lechbruck schloss die Aufstiegsrundengruppe 2 mit dem fünften Platz ab und spielt auch in der Saison 2022/23 in der Eishockey-Landesliga. 

## Erfolge
| - Aufstieg in die Oberliga 1979 - Aufstieg in die Regionalliga/3. Liga 1965 - Vizemeister Regionalliga Süd 1979 - Vizemeister Bayernliga Gr. A 1990, 1992 | - Aufstieg in die Regionalliga/4. Liga 1975, 1986, 1990, 2002 - Aufstieg in die Bayerische Landesliga 2005, 2020 - Meister Bezirksliga Gr. IV. (West) 2005, 2020 - Vizemeister Bezirksliga Gr. IV. (West) 2017, 2019 |  |

## Nachwuchsmannschaften
Neben der Seniorenmannschaft, die in der fünftklassigen  Landesliga Bayern startet, nimmt der ERC in allen Altersklassen mit Nachwuchsmannschaften am Spielbetrieb teil.

## Eiskunstlauf
In der Mitgliederversammlung 2022 wurde die Abteilung Eiskunstlauf im ERC Lechbruck e. V. gegründet. Als Abteilungsleiterin fungiert Frau Manuela Schnitzer. Mit der ehemaligen Olympiateilnehmerin Frau Marianne Streifler konnte eine erfahrene Eiskunstlauftrainerin gewonnen werden. Ab der Saison 2022/23 werden regelmäßig junge Mädchen und Jungen im Eiskunstlauf trainiert und das Eiskunstlaufen in Lechbruck wiederbelebt.

## Stadion
Lechparkstadion Lechbruck (Fassungsvermögen: 1005 Zuschauer)